# Pseudognaphalium paramorum
Pseudognaphalium paramorum es una especie de la familia Asteraceae. Es nativa de Costa Rica, Colombia y Venezuela.

## Descripción
Hierbas arrosetadas. Hojas basales espatuladas, las caulinares linear-oblongas, sésiles, no decurrentes, de ápice obtuso. Sinflorescencia en glomérulos. Brácteas del glomérulo lanceoladas u ovadas. Involucro con filarias lanosas en la base. Corola de las flores pistiladas filiforme; corola de las flores del disco finamente funeiforme, color café en la punta, con 5 dientes. Estilo cortamente bífido con las puntas truncadas hispidulas. Aquenios subfusiformes glabros. Pappus de 20-25 cerdas rígidas, levemente connadas en la base.

## Taxonomía
Pseudognaphalium paramorum fue publicada por primera vez bajo el nombre Gnaphalium paramorum por Sidney Fay Blake en Journal of the Washington Academy of Sciences 21(14): 328–329. 1931. En 2015 Michael O. Dillon transfirió la especie al género Pseudognaphalium en Journal of the Botanical Research Institute of Texas 9(1).